# اولمو جنتیله
اولمو جنتیله (به ایتالیایی: Olmo Gentile) یک کومونه در ایتالیا است که در استان آسته واقع شده است.

## خصوصیات
اولمو جنتیله ۵٫۱ کیلومترمربع مساحت و ۹۳ نفر جمعیت دارد و ۶۱۵ متر بالاتر از سطح دریا واقع شده است.